# استان یوتای تانی

نقشهٔ تایلند و جایگاه استان یوتای تانی.

استان یوتای تانی یا یوتایتانی یکی از استانهای کشور تایلند است. مساحت آن 6730 کیلومترمربع می‌باشد. جمعیت این استان در سال ۲۰۰۰ بالغ بر ۳۰۴۰۰۰ نفر برآورد شده است .
استان یوتای تانی از نظر تقسیمات کشوری بخشی از ناحیه مرکزی تایلند به حساب می آید. مرکز این استان شهر یوتای تانی است.